# Salvador Camacho Roldán
Salvador Camacho Roldán (Nunchía, 1 de enero de 1827-Zipacón, 19 de junio de 1900) fue un político, periodista, economista, escritor, catedrático y abogado colombiano, miembro del Partido Liberal Colombiano del que era representante del ala más radical.
Ocupó la presidencia de Colombia brevemente entre finales de 1868 y principios de 1869, en calidad de designado presidencial por la ausencia del titular Santos Gutiérrez. También ocupó otros cargos importantes en varios gobiernos liberales de su época, destacando como jefe de la hacienda pública. 
Camacho fue uno de los idéologos y creadores de la influyente institución educativa Universidad Republicana, hoy llamada Universidad Libre, institución de corte liberal y secular. Como escritor destacan sus obras como el tratado socioeconómico Notas de Viaje, y una recopilación de sus vivencias titulada Memorias. También destacó como crítico literario.
Camacho es considerado como uno de los pensadores políticos más importantes de Colombia durante la segunda mitad del siglo XIX, así como el padre de la Sociología y de la Economía Política en Colombia, al haber fundado la primera cátedra de este tipo en la Universidad Nacional del país, con abierta inspiración comtiana. En adición se considera como el ideólogo de la organización del estado moderno colombiano.
Como miembro de una familia de exportadores e importadores, Camacho sobresalió también como viajero, como abogado, como profesor y como publicista de cuestiones económicas, políticas y literarias. Fundó varios periódicos que ejercieron considerable influencia en la opinión pública.

## Biografía
Salvador nació el 1 de enero de 1827, en la región llanera de Nunchía, en la provincia Casanare(actualmente ubicado en el departamento deCasanare), en el seno de una familia agrícola de clase media.
Siguiendo los pasos de su padre, Camacho se graduó como abogado de la Universidad del Rosario en 1849, siendo su primer trabajo la dirección del periódico político El Siglo (que no es el mismo periódico del conservador Laureano Gómez), en 1849. Allí trabajaban con él sus amigos Antonio María Pradilla y Medardo Rivas.
En 1850 fue director de rentas y contribuciones en el ramo de la hacienda nacional para el presidente liberal del general José Hilario López. Camacho se hizo partidario fervoroso de la reforma constitucional de 1853, y la defendió como soldado en la campaña contra López, quien pretendía anularla dado que le era altamente desfavorable por haberle quitado poder a la figura presidencial.
Luego ejerció la gobernación de Panamá entre 1853 y 1854 bajo las presidencias de López, el general José María Obando, el golpista José María Melo (quien derribó a Obando en 1854) y Tomás Herrera donde "entre nacionales y extranjeros dejó los más gratos recuerdos como caballero y magistrado".
En 1855, se puso al frente de la agencia general de negocios que había fundado en unión de sus hermanos. También fue representante y senador por su región. Ese mismo año fue fiscal de la cámara de representantes durante el juicio político hecho al expresidente Obando, a quien se acusaba de ser responsable del golpe de Estado que lo derribó en 1854.

### Constituyente de 1861 y el Olimpo Radical
En 1861 fue secretario del gobierno de Cundinamarca, en la convención de Rionegro, en representación de aquel Estado, que fue convocada por el presidente Tomás Cipriano de Mosquera. Como resultado de ello el país tuvo una nueva constitución y se convirtió en un estado federal y liberalː Estados Unidos de Colombia.

#### Designatura presidencial (1868-1869)
Camacho ejerció la presidencia como designado presidencial de la federación en reemplazo del titular, el general Santos Gutiérrez, entre el 20 de diciembre de 1868 y el 2 de enero de 1869.

#### Secretario de gobierno (1870-1872)
Luego de regresar el poder a Gutiérrez, éste lo nombró como su secretario de Hacienda, siendo luego reemplazado por Aquileo Parra. Posteriormente fue nombrado Secretario de Hacienda y Fomento entre 1870 y 1871 para el gobierno Eustorgio Salgar, volviendo a ser designado presidencial entre 1871 y 1872, durante la presidencia de Salgar.  
En su administración de la hacienda pública, Camacho destacó como un cronista económico sin precedentes, cuyos estudios y las propuestas que invocaba como solución a los problemas económicos del país relevaron su interés por la economía y la sociología positivista.

#### Precandidatura presidencial (1872)
En 1871, Camacho fue postulado para ser candidato a la presidencia de la federación, por el sector radical del Partido Liberal, opuesto al sector mosquerista. Sin embargo, el pulso lo ganó su copartidario, el expresidente Manuel Murillo Toro, quien como candidato oficialista ganó las elecciones en 1872 contra el mosquerista Julián Trujillo Largacha y el conservador Manuel María Mallarino (también expresidente).

#### Actividades comerciales
En 1874 Camacho fundó una compañía para la construcción de una vía de trenes entre Bogotá y el Río Magdalena, de la que también era propietario; esa vía se transformó en la actual carretera de Bogotá a Girardot. Camacho se alejó de la política ante el triunfo de los conservadores radicales y se dedicó a la docencia y a las letras.  
Fue cofundador junto con su cuñado Joaquín Emilio Tamayo de la reputada Librería Colombiana, que importó lo más granado del pensamiento liberal, tecnológico y social de la segunda mitad del siglo XIX. Según Juan Gustavo Borda, en la librería se mezclaban en perfecta armoníaː

"La venta de libros con el gusto por hacer sus propios libros."

Su fama como comerciante estaba extendida en Bogotá, ya que también era dueño de la fábrica de muebles Camacho Roldán, donde estaba equipado con los mejores ornamentos caseros y la ropa de moda de la época. Era tal el éxito y el prestigio de la tienda que Camacho se dio la licencia de transportar los productos a sus compradores en una carroza muy elegante que cruzaba la ciudad. Así mismo sus establecimientos comerciales se convirtieron en centro de pensamiento, ya que allí se reunían los intelectuales más reputados de la ciudad. 

#### Actividad humanista
Fue uno de los colaboradores del grupo conocido como El Mosaico, fundado por José María Vergara.

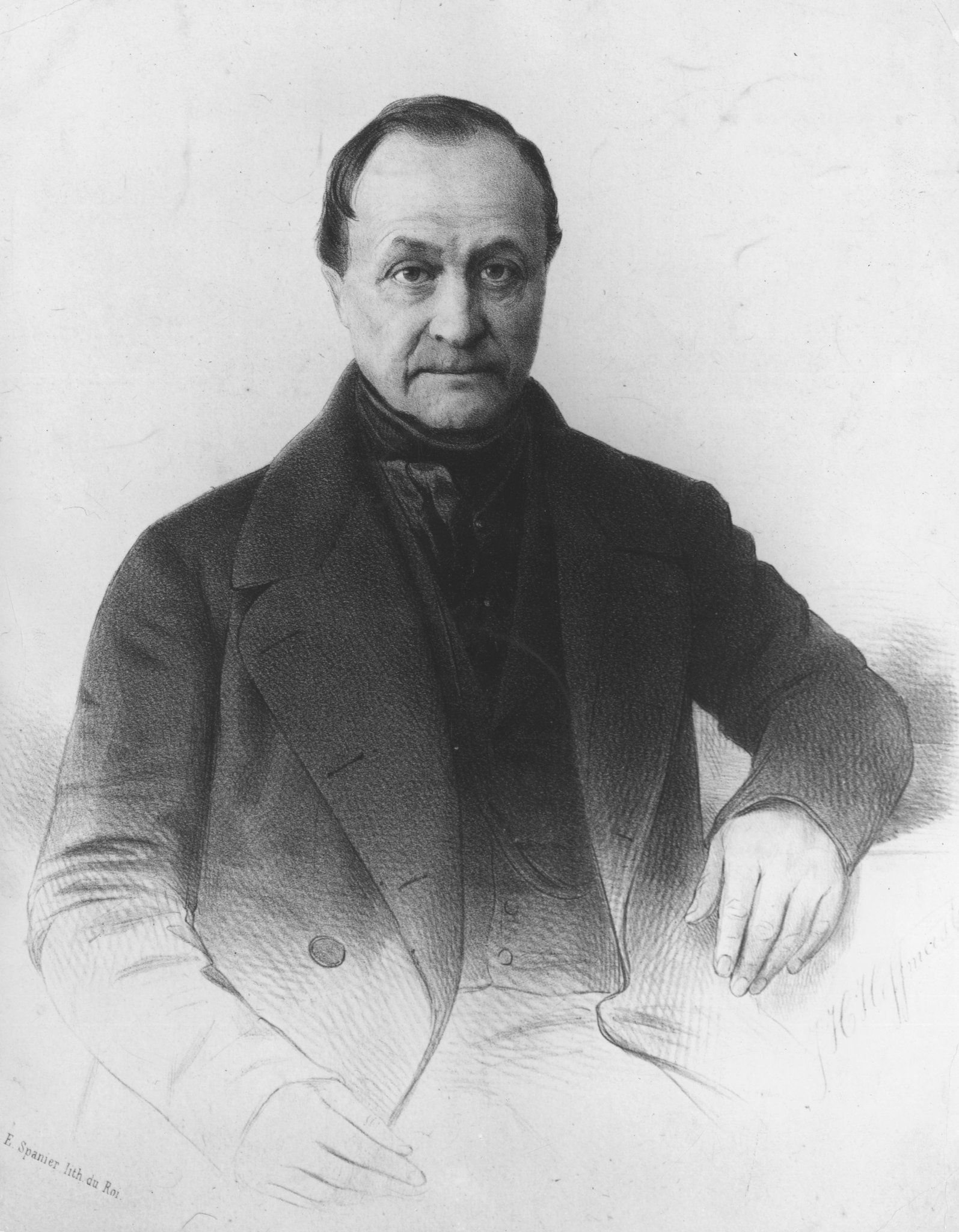
Retrato de Comté, padre del positivismo.

Es famoso su “Discurso de clausura de estudios” en la Universidad Nacional de los Estados Unidos de Colombia en 1882, fundando la cátedra de sociología, basada en los postulados positivistas del sociólogo Auguste Comte. La cátedra luego se convirtió en una facultad, y tuvo grandes exponentes años después como el sacerdote Camilo Torres Tenorio y la antropóloga Virginia Gutiérrez de Pineda.  
En 1887 Camacho emprendió un viaje a vapor hasta Barranquilla y luego arribó a Estados Unidos, dejando constancia de su experiencia en el diario Notas de Viaje, que fue publicado en 1890. De acuerdo con expertos, Camacho usó el método del espejo para, luego de la observación de mercado estadounidense, establecer soluciones para el colombiano a través de las similitudes halladas.
Por ejemplo Camacho encontró parecidos en respecto a la existencia de recursos naturales aprovechables, pero difiriendo en la forma de su aprovechamiento. Un extracto de la obra permite ver las conclusiones a las que llegóː

"Excúseme usted, señor, yo he creído observarmás bien que la prosperidad de los Estados Unidos se debe a sus instituciones liberales; a la división de las tierras baldías en  pequeños lotes, al alcance de todo el pueblo; a los productos de la agricultura, que formanlas tres cuartas partes de la exportación; a las escuelas públicas; a la  ausencia de ejército permanente; a las vías de comunicación rápidas, que proporcionan transportes baratos y un inmenso comercio interior; a la paz de que ustedes han disfrutado. 

Ustedes podrían luchar con la competencia inglesa sin necesidad de protección aduanera, a favor de su espíritu mecánico y de ser grandes productores de las materias  primeras."
Salvador Camacho Roldán, p.599

 En otro apartado, Camacho defendió la política radical en medio de un ambiente conservador rígido, afirmandoː

"Falta educación popular; pues sus escuelas públicas han dejado mucho que desear, y su población, de razas mixtas, aunque inteligente y robusta, carece, aun en sus ocho décimas partes, de esa iniciación suprema al misterio de la vida, de ese bautismo de la civilización que se llama saber leer y escribir”

También destacó como activista social, dado que fue defensor de que las mujeres pudieran trabajar en oficios de comunicaciones tales como el telégrafo. De hecho llegó a afirmarː

"Debería darse preferencia a la enseñanza a la mujer, que por la naturaleza de su organización es más a propósito para los trabajos sedentarios, minuciosos y delicados de la telegrafía."

Su defensa a los derechos de las mujeres no fue exclusiva del ámbito laboral, pues también creía en que las mujeres debían poder tecnificarse para poder depender de sí mismas y no estar relegadas a las tareas del hogar. En contraste consideraba que el trabajo femenino era más barato y por tanto rentables, y era más fácil de controlar.

#### Fundación de la Universidad Republicana

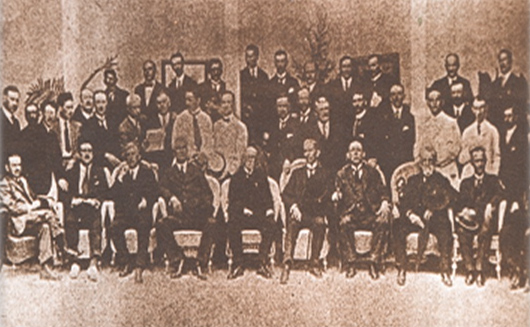
Fundadores de la Universidad Republicana (hoy U. Libre). Camacho probablemente es el penúltimo a la derecha (sentado con paraguas y de barba blanca).

Con los letrados "Francisco E. Álvarez... Luis Antonio Robles, Mario Salgar, Juan Félix de León, Antonio Vargas Vega y Alejo de la Torre" Camacho guio "el proyecto educativo, la orientación académica, la incorporación de conocimientos, la filosofía de los valores que deberían orientar los destinos educativos" de la Universidad Republicana, la cual era "una universidad libre, laica, externa a lo confesional y oficial".
La institución educativa de abierto corte liberal y secular fue fundada en Bogotá en 1890 por Manuel Antonio Rueda, Antonio José Iregüi, Eugenio J. Gómez y, el citado, Luis Antonio Robles, y contó con el apoyo de Camacho. Se nutrieron del pensamiento de los caudillos liberales Rafael Uribe y Régulo Domínguez Sanclemente. Su manifiesto fue el siguienteː 

"Adaptación de los estudios a las necesidades del país por gradual selección. Desarrollar los conocimientos agrícolas comerciales e industriales de aplicación general; o sea las facultades de trabajo disciplinario y remunerativo. Levantar el nivel moral por el cultivo de los sentimientos elevados que forma el carácter. Respeto práctico por las creencias de los alumnos y culto a los deberes e ideales humanos."

La Universidad se convirtió en la Universidad Libre en 1923.
Fue uno de los fundadores del Jockey Club de Bogotá, respetado centro social de Colombia.

### Muerte
Salvador Camacho Roldán falleció en su hacienda El Ocaso del municipio de Zipacón (Cundinamarca), a donde se había retirado años atrás, el 19 de junio de 1900 a los 73 años. Fue sepultado en Bogotá y en su epitafio se puede leerː Non omnis moriar, “no moriré del todo, algo de mí sobrevivirá", frase de Horacio que también su padre tiene en el epitafio suyo.

## Familia
Salvador era hijo del abogado Salvador Camacho y Naranjo y de Gregoria Roldán y Vargas. Sus hermanos eran Graciliana, Salustiana, José, Miguel, Ignacia y Julia Camacho Roldán. Su padre era un influyente abogado adepto al expresidente Francisco de Paula Santander, siendo nombrado por el general en varios cargos públicos importantes. Por su parte su madre era descendiente del capitán Gonzalo Hernández Gironda, explorador y conquistador español.
Su hermana mayor, Gracilina Camacho tuvo a Margarita Pereira Camacho quien contrajo nupcias con el militar conservador Lisandro Leyva Mazuera. Leyva se casó en segundas nupcias con Elvira Urdaneta García, quien era descendiente del militar francés Louis Girardot y estaba emparentado con el hijo de éste, Atanasio Girardot; así como descendiente del militar uruguayo Francisco Urdaneta, quien además era primo del militar Rafael Urdaneta. El matrimonio originó al político conservador Jorge Leyva Urdaneta y a sus hijos Álvaro y Jorge Leyva Durán (sobrinastros bisnietos de Camacho). 

### Matrimonio y descendencia

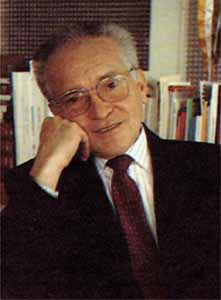
Orlando Fals Borda, esposo de una de sus nietas.

Salvador contrajo nupcias con María del Carmen Tamayo Restrepo el 6 de agosto de 1859, en Bogotá. María del Carmen era nieta de José Miguel de Restrepo Puerta, y por consiguiente sobrina del político e historiador José Manuel Restrepo Vélez, por lo que Salvador se unió a una de las familias más poderosas de Colombia. A la familia también pertenecen el científico José Félix de Restrepo, los expresidentes Carlos Lleras Restrepo y Carlos Eugenio Restrepo, y la atleta Ximena Restrepo.  
De su matrimonio con María del Carmen, Salvador tuvo 5 hijosː Inés, Gabriel, Elisa, María Luisa "Lucila" y Joaquín Camacho Roldán y Tamayo. De su hija María Luisa era hija la socióloga María Cristina Salazar Camacho, casada con el también sociólogo Orlando Fals Borda. Salazar también era nieta del político Félix Salazar Jaramillo, hijo a su vez del político Félix María Salazar Gómez.

## Homenajes

Busto de Camacho en el Parque de la Independencia, Bogotá.

En el Parque de la Independencia, de Bogotá, se erigieron 3 bustos de personajes importantes relacionados con la Universidad Libre. Uno de ésos bustos es del expresidente Camacho. En la columna donde reposa el busto se lee la leyenda "Salvador Camacho Roldán / Homenaje popular". Detrás de la obra está el Planetario de Bogotá.Los otros bustos pertenecen a Carlos Martínez Silva y Joaquín Vélez. 
La asamblea departamental de Casanare, donde se encuentra actualmente el municipio donde Camacho nació, entrega la Medalla al Mérito Salvador Camacho Roldán, con la que se condecoran a los ciudadanos y entidades cuyos aportes engrandecen al departamento. Así mismo, Camacho es considerado como un personaje ilustre en ese departamento.
También se le dedicó una biblioteca y dos colegios, uno en la capital, Yopal, y otro (hoy Institución Educativa) en el municipio de Nunchía (lugar de nacimiento de Salvador Camacho Roldán), que fue fundado en 1977.

## Obras
- Escritos Varios (1892)
- Escritos Varios, Volumen II (1893)
- Escritos Varios, Volumen III (1895)
- Memorias (1923)
- Notas de viaje Colombia y Estados Unidos de América (1890)